# Kingdom Centre
Le Kingdom Centre (en français : Centre du Royaume – ou Tour du Royaume, centre se disant wassat et Burj Tour –, en arabe : برج المملكة) est le second plus haut gratte-ciel d'Arabie saoudite après l'Abraj Al Bait Towers. Achevé en 2002, il se  situe dans la zone d'affaires de Riyad, entre la King Fahd Road, la principale artère de la ville, et la Olaya Road.

## Histoire
Avec une hauteur de 302,3 m, on le considère comme le 89e bâtiment le plus élevé au monde. 
La tour a été construite sur une surface de 94 230 m2, alors que le centre entier couvre une surface totale de 300 000 m2. 
La conception  a été réalisée par les designers et architectes Ellerbe Becket (en) et Omrania and Associates (en).
La tour comporte 41 étages et 2 niveaux de sous-sol. Elle dispose d'un centre commercial de cinq niveaux qui a remporté aussi un prix de design, ainsi que d'un hôtel de luxe.
Le Kingdom Centre appartient au prince Al-Walid, un membre de la famille royale saoudienne. Il s'agit du siège social de la société du prince : la Kingdom Holding
Le coût total du projet s'éleva à 1,717 milliard de rials saoudiens et le contrat fut obtenu par la Saudi Arabian Bechtel Company, filiale du groupe américain Bechtel.
Le bâtiment a reçu l'Emporis Skyscraper Award 2002 récompensant le gratte-ciel le plus remarquable de l'année 2002. 

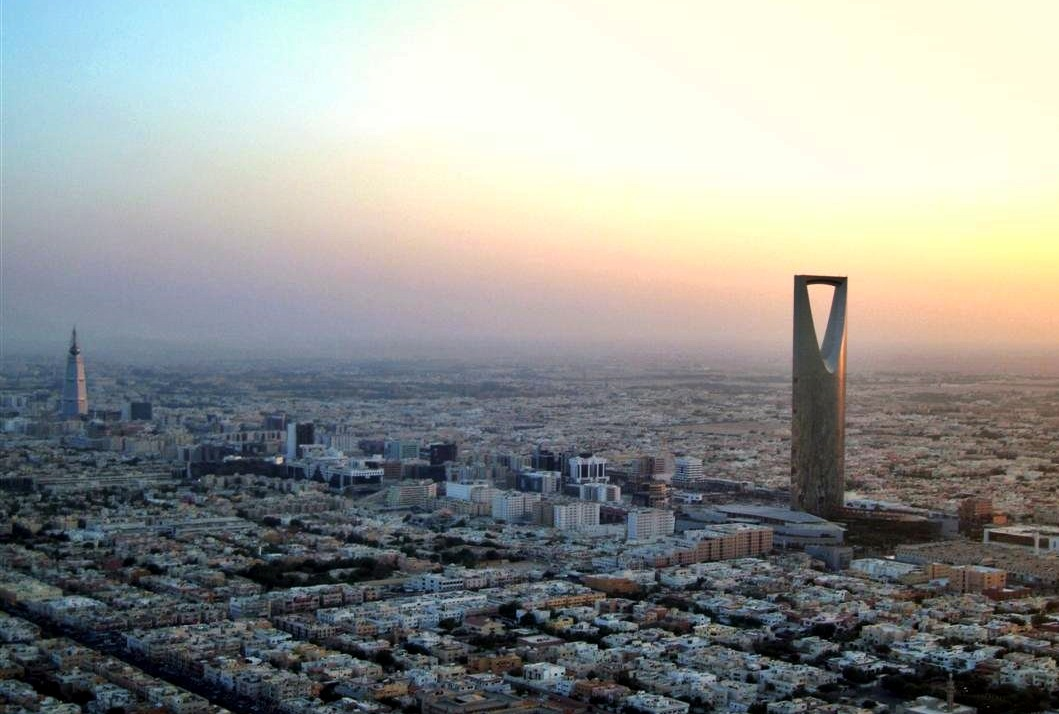
Vue sur Riyad et la tour du Kingdom Centre
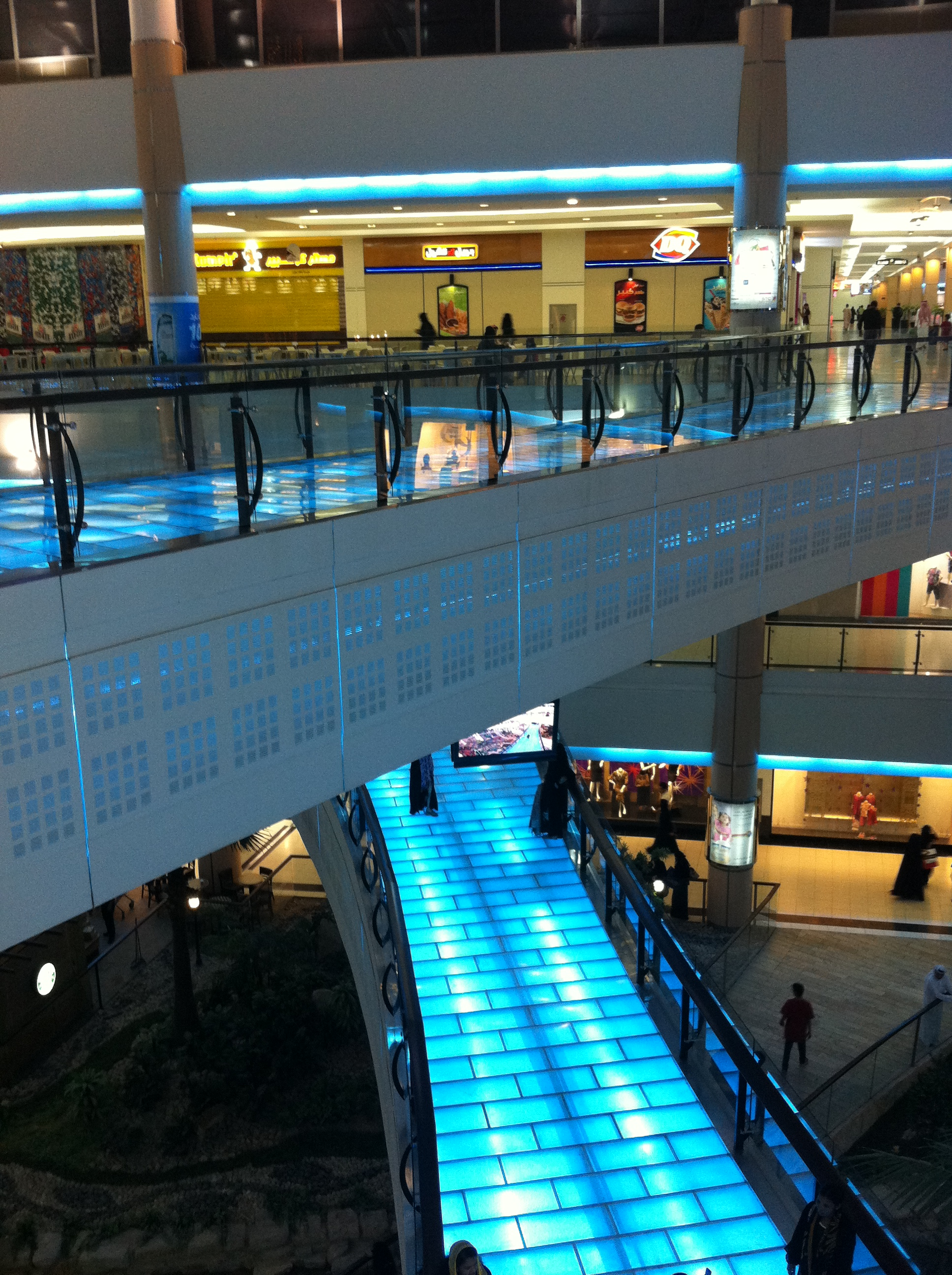
Les blue roads du centre commercial